# Westin Westminster
Westin Westminster là một khách sạn 13 tầng, 47,36 m (155,4 ft) tại Westminster, Colorado thuộc sở hữu của Amstar, một công ty đầu tư bất động sản có trụ sở ở Denver.